# Hudson Street (Manhattan)
Hudson Street est une rue de New York.

## Situation et accès
Cette voie de Manhattan est orientée nord-sud, entre Chambers Street et Bleecker Street où elle débouche sur la Huitième Avenue.

## Origine du nom
Elle tire son nom du fleuveHudson.

## Historique
Dès le XIXe siècle, Hudson Street est un axe important pour le commerce et l'industrie, notamment avec le New York Mercantile Exchange qui était situé à son extrémité sud.

## Bâtiments remarquables et lieux de mémoire
On y trouve en particulier l'église Church of St. Luke in the Fields (en) et l'ancien siège du New York Mercantile Exchange.
ont habité dans cette rue :
- John Cheever, écrivain
- Jane Jacobs, écrivaine et militante, vivait au 555 Hudson Street, au-dessus d'un magasin de bonbons.
- Tiger Woods, golfeur professionnel, a déménagé à Hudson Street en août 2010.